# جام ملت‌های فوتبال ساحلی آسیا ۲۰۰۶
 قهرمانی فوتبال ساحلی آسیا ٢٠٠۶  اولین دوره فوتبال ساحلی قهرمانی آسیا که توسط کنفدراسیون فوتبال آسیا برگزار شد. این مسابقات به عنوان مقدماتی انتخابی جام جهانی فوتبال ساحلی ۲۰۰۶ شناخته شد. این مسابقات در خردادماه سال ١٣٨۵ در شهر دبی امارات متحده عربی برگزار شد. در این مسابقات بحرین قهرمان شد و ژاپن در رده دوم و ایران مقام سوم را کسب کرد.

## تیم‌های شرکت کننده
در این مسابقات ۶ تیم حضور داشتند.
- بحرین
- چین
- ایران
- ژاپن
- فیلیپین
- امارات متحدهٔ عربی

## گروه‌ها
تیم‌ها به دو گروه A و B تقسیم بندی شدند.

### گروه A
ژاپن ١۶–٠فیلیپین 
(دبی؛ جمیرا پارک، ١ خردادماه ١٣٨۵)
 ژاپن ٧–٣ایران 
(دبی؛ جمیرا پارک، ٢ خردادماه ١٣٨۵)
 ایران ٨–٣فیلیپین
(دبی؛ جمیرا پارک، ٣ خردادماه ١٣٨۵)

### گروه B
بحرین ٧–۴امارات 
(دبی؛ جمیرا پارک، ١ خردادماه ١٣٨۵)
 بحرین ۴–٠چین 
(دبی؛ جمیرا پارک، ٢ خردادماه ١٣٨۵)
 چین۴–٣امارات 
(دبی؛ جمیرا پارک، ٣ خردادماه ١٣٨۵)